# Christian Thieme

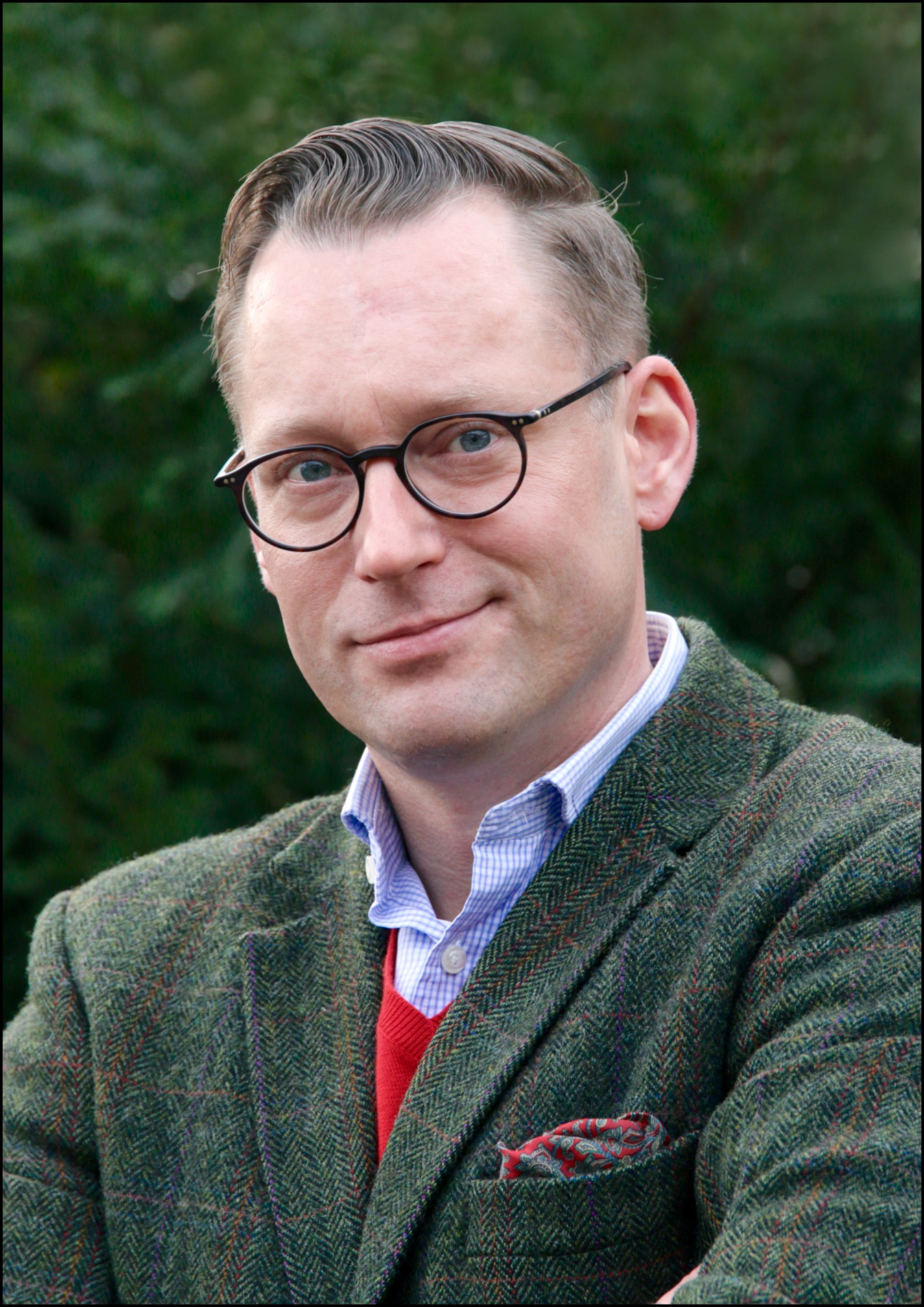
Christian Thieme (2016)

Christian Thieme (* 30. Dezember 1972 in Hamburg) ist ein deutscher Jurist und Politiker (CDU) und seit 2016 Oberbürgermeister der Stadt Zeitz.

## Leben
Nach dem Abitur am humanistischen Christianeum (1993) leistete Thieme Zivildienst. Anschließend studierte er an der Universität Hamburg und der Martin-Luther-Universität Halle-Wittenberg Rechtswissenschaft. 1999 gelang ihm der  Freiversuch. Das Referendariat in Sachsen-Anhalt schloss er Ende 2001 mit dem Assessorexamen ab. Ab 2002 war er als Rechtsanwalt in Rostock tätig. 2005 trat er in Hamburg in die Insolvenzverwalterkanzlei hww hermann wienberg wilhelm. Er absolvierte 2007 die Fachanwaltsprüfung Insolvenzrecht und erwarb das IGZ-Zertifikat für Zwangsverwaltung. Er führt den Titel Zertifizierter Restrukturierungs- und Sanierungsexperte (RWS) und ist ausgebildeter Mediator (DAA). Aufgrund seines Engagements bei der Bundeswehr wurde er 2012 zum Leutnant der Reserve ernannt. Als Mitglied der CDU-Ortsverbandes Stadtmitte (Rostock) entschloss er sich 2015 zur Kandidatur für das Amt des Oberbürgermeisters von Zeitz. Nachdem er die notwendig gewordene Stichwahl am 13. März 2016 Vorsprung vor Amtsinhaber Volkmar Kunze (FDP) gewonnen hatte, trat er das Amt am 2. Mai 2016 an. Am 5. März 2023 wurde er mit 57,6 Prozent der Stimmen für eine zweite Amtszeit wiedergewählt.
Thiemes Vorfahren waren Unternehmer in Zeitz und Inhaber der Fabriken Oehmig-Weidlich und Zitza. Carl von Thieme, Mitbegründer der Münchner Rückversicherung und der Allianz Versicherung, war der Bruder seines Altvaters Hermann Thieme, der wiederum Geheimer Kommerzienrat in Zeitz war. Thiemes Altgroßvater Johann Gottlob Landmann, Besitzer des Rittergutes Pirkau, war 1858 an der Gründung der Zeitzer Zuckerfabrik beteiligt. Sven Thieme, Vorstandsvorsitzender von Ohlthaver & List, dem größten Privatunternehmen Namibias, ist sein Vetter. Christian Thieme ist verheiratet und hat zwei Kinder. Er ist Mitglied der Corps Rhenania Hamburg (1995),  Borussia Halle (1996), Franconia Tübingen (1999), Saxonia Leipzig (2002) und Vandalia Rostock (2009). Von 2012 bis 2015 saß er im Vorstand des Verbandes Alter Corpsstudenten. Für seine Verdienste wurde er mit der Silberschale des VAC geehrt. Thieme ist neben Alfred Nerger und Arthur Jubelt der dritte Angehörige des Corps Franconia Tübingen, der in Zeitz das Amt des Oberbürgermeisters bekleidet.